# Theclinae
De Theclinae zijn een onderfamilie van vlinders uit de familie Lycaenidae. De wetenschappelijke naam van de onderfamilie werd in 1831 gepubliceerd door William Swainson.

## Geslachtengroepen en geslachten
- Tribus Theclini Swainson, 1831
- Subtribus Theclina
  - Thecla Fabricius, 1807
  - Amblopala Leech, 1893
  - Antigius Sibatani & Ito, 1942
  - Araragi Sibatani & Ito, 1942
  - Artopoetes Chapman, 1909
  - Austrozephyrus Howarth, 1957
  - Chaetoprocta De Nicéville, 1890
  - Chrysozephyrus Shirôzu & Yamamoto, 1956
  - Cordelia Shirôzu & Yamamoto, 1956
  - Coreana Tutt, 1907
  - Esakiozephyrus Shirôzu & Yamamoto, 1956
  - Euaspa Moore, 1884
  - Favonius Sibatani & Ito, 1942
  - Gonerilia Shirôzu & Yamamoto, 1956
  - Habrodais Scudder, 1876
  - Howarthia Shirôzu & Yamamoto, 1956
  - Hypaurotis Scudder, 1876
  - Iratsume Sibatani & Ito, 1942
  - Japonica Tutt, 1907
  - Laeosopis Rambur, 1858
  - Leucantigius Shirôzu & Murayama, 1951
  - Neozephyrus Sibatani & Ito, 1942
  - Protantigius Shirôzu & Yamamoto, 1956
  - Ravenna Shirôzu & Yamamoto, 1956
  - Shirozua Sibatani & Ito, 1942
  - Teratozephyrus Sibatani, 1946
  - Ussuriana Tutt, 1907
  - Wagimo Sibatani & Ito, 1942

- Subtribus Oxylidina Eliot, 1973
  - Oxylides Hübner, 1819
  - Syrmoptera Karsch, 1895

- Subtribus Amblypodiina Eliot, 1973
  - Amblypodia Horsfield, 1829
  - Iraota Moore, 1881
  - Myrina Fabricius, 1807

- Subtribus Hypolycaenina Eliot, 1973
  - Hypolycaena C. & R. Felder, 1862
  - Chliaria Moore, 1884
  - Hemiolaus Aurivillius, 1922
  - Leptomyrina Butler, 1898
  - Zeltus De Nicéville, 1890

- Subtribus Deudorigina Eliot, 1973
  - Deudorix Hewitson, 1863
  - Araotes Doherty, 1889
  - Artipe Boisduval, 1870
  - Bindahara Moore, 1881
  - Capys Hewitson, 1865
  - Hypomyrina Druce, 1891
  - Pamela Hemming, 1935
  - Paradeudorix Libert, 2004
  - Pilodeudorix Druce, 1891
  - Qinorapala Chou & Wang, 1995
  - Rapala Moore, 1881
  - Sinthusa Moore, 1884
  - Sithon Hübner, 1819

- Subtribus Loxurina Eliot, 1973
  - Loxura Horsfield, 1829
  - Dapidodigma Karsch, 1895
  - Drina De Nicéville, 1890
  - Eooxylides Doherty, 1889
  - Neomyrina Distant, 1884
  - Thamala Moore, 1878
  - Yasoda Doherty, 1889

- Subtribus Iolaina Eliot, 1973
  - Iolaus Hübner, 1819
  - Britomartis De Nicéville, 1895
  - Bullis De Nicéville, 1897
  - Charana De Nicéville, 1890
  - Creon De Nicéville, 1896
  - Dacalana Moore, 1884
  - Etesiolaus Stempffer & Bennett, 1959
  - Jacoona Distant, 1884
  - Maneca De Nicéville, 1890
  - Manto De Nicéville, 1895
  - Mantoides Druce, 1896
  - Matsutaroa Hayashi, Schröder & Treadaway, 1984
  - Neocheritra Distant, 1885
  - Paruparo Takanami, 1982
  - Pratapa Moore, 1881
  - Purlisa Distant, 1881
  - Rachana Eliot, 1978
  - Stugeta Druce, 1891
  - Suasa De Nicéville, 1890
  - Sukidion Druce, 1891
  - Tajuria Moore, 1881
  - Thrix Doherty, 1891

Incertae sedis
- - Goldia Dubatolov & Korshunov, 1990
  - Iozephyrus Wang Min, 2002
  - Nanlingozephyrus Wang & Pang, 1998
  - Proteuaspa Koiwaya, 2003
  - Saigusaozephyrus Koiwaya, 1993
  - Shaanxiana Koiwaya, 1993
  - Shizuyaozephyrus Koiwaya, 2003
  - Sibataniozephyrus Inomata, 1986
  - Thermozephyrus Inomata & Itagaki, 1986
  - Yamamotozephyrus Saigusa, 1993
  - Yamatozephyrus Wang & Pang, 1998

- Tribus Luciini Eliot, 1973
  - Lucia Swainson, 1833
  - Acrodipsas Sands, 1980
  - Hypochrysops C. & R. Felder, 1860
  - Parachrysops Bethune-Baker, 1904
  - Paralucia Waterhouse & Turner, 1905
  - Philiris Röber, 1891
  - Pseudodipsas C. & R. Felder, 1860

- Tribus Candalidini Eliot, 1973
  - Candalides Hübner, 1819
  - Cyprotides Tite, 1963
  - Eirmocides Braby, Espeland & Müller, 2020
  - Erina Swainson, 1833

- Tribus Arhopalini Eliot, 1973
  - Arhopala Boisduval, 1832
  - Apporasa Moore, 1884
  - Flos Doherty, 1889
  - Mahathala Moore, 1878
  - Mota De Nicéville, 1890
  - Ogyris Angas, 1847
  - Semanga Distant, 1884
  - Surendra Moore, 1878
  - Thaduka Moore, 1878
  - Zinaspa De Nicéville, 1890

- Tribus Zesiini Swinhoe, 1911
  - Zesius Hübner, 1819
  - Jalmenus Hübner, 1818
  - Pseudalmenus Druce, 1903

- Tribus Hypotheclini Eliot, 1973
  - Hypothecla Semper, 1890
  - Hypochlorosis Röber, 1892

- Tribus Horagini Eliot, 1973
  - Horaga Moore, 1881
  - Rathinda Moore, 1881

- Tribus Cheritrini Eliot, 1973
  - Cheritra Moore, 1881
  - Ahmetia Özdikmen, 2008
  - Cheritrella De Nicéville, 1887
  - Drupadia Moore, 1884
  - Ritra De Nicéville, 1890
  - Ticherra De Nicéville, 1887

- Tribus Remelanini Eliot, 1973
  - Remelana Moore, 1884
  - Ancema Eliot, 1973
  - Pseudotajuria Eliot, 1973

- Tribus Eumaeini Eliot, 1973
  - Eumaeus Hübner, 1819
  - Ahlbergia Bryk, 1946
  - Allosmaitia Clench, 1964
  - Apuecla Robbins, 2004
  - Arawacus Kaye, 1904
  - Arcas Swainson, 1832
  - Arumecla Robbins & Duarte, 2004
  - Atlides Hübner, 1819
  - Aubergina Johnson, 1991
  - Balintus D'Abrera, 2001
  - Beatheclus Bálint & Dahners, 2006
  - Bistonina Robbins, 2004
  - Brangas Hübner, 1819
  - Brevianta Johnson, Kruse & Kroenlein, 1997
  - Busbiina Robbins, 2004
  - Callophrys Billberg, 1820
  - Calycopis Scudder, 1876
  - Camissecla Robbins & Duarte, 2004
  - Celmia Johnson, 1991
  - Chalybs Hübner, 1819
  - Chlorostrymon Clench, 1961
  - Cissatsuma Johnson, 1992
  - Contrafacia Johnson, 1989
  - Cyanophrys Clench, 1961
  - Dicya Johnson, 1991
  - Electrostrymon Clench, 1961
  - Enos Johnson, Kruse & Kroenlein, 1997
  - Erora Scudder, 1872
  - Evenus Hübner, 1819
  - Exorbaetta Johnson, Austin, Le Crom & Salazar, 1997
  - Gargina Robbins, 2004
  - Hypostrymon Clench, 1961
  - Iaspis Kaye, 1904
  - Ignata Johnson, 1992
  - Incisalia Scudder, 1872
  - Ipidecla Dyar, 1916
  - Janthecla Robbins & Venables, 1991
  - Johnsonita Salazar & Constantino, 1995
  - Kolana Robbins, 2004
  - Lamasina Robbins, 2002
  - Lamprospilus Geyer, 1832
  - Laothus Johnson, Kruse & Kroenlein, 1997
  - Lathecla Robbins, 2004
  - Magnastigma Nicolay, 1977
  - Marachina Robbins, 2004
  - Megathecla Robbins, 2002
  - Micandra Schatz, 1888
  - Michaelus Nicolay, 1979
  - Ministrymon Clench, 1961
  - Mithras Hübner, 1819
  - Neolycaena De Nicéville, 1890
  - Nesiostrymon Clench, 1964
  - Nicolaea Johnson, 1993
  - Novosatsuma Johnson, 1992
  - Ocaria Clench, 1970
  - Oenomaus Hübner, 1819
  - Olynthus Hübner, 1819
  - Ostrinotes Johnson, Austin, Le Crom & Salazar, 1997
  - Paiwarria Kaye, 1904
  - Panthiades Hübner, 1819
  - Parrhasius Hübner, 1819
  - Penaincisalia Johnson, 1990
  - Phaeostrymon Clench, 1961
  - Phothecla Robbins, 2004
  - Podanotum Torres, Hall, Willmott & Johnson, 1996
  - Porthecla Robbins, 2004
  - Pseudolycaena Wallengren, 1858
  - Rekoa Kaye, 1904
  - Rhamma Johnson, 1992
  - Salazaria D'Abrera & Bálint, 2001
  - Satyrium Scudder, 1876
  - Semonina Robbins, 2004
  - Siderus Kaye, 1904
  - Strephonota Johnson, Austin, Le Crom & Salazar, 1997
  - Strymon Hübner, 1818
  - Symbiopsis Nicolay, 1971
  - Temecla Robbins, 2004
  - Terenthina Robbins, 2004
  - Thaeides Johnson, Kruse & Kroenlein, 1997
  - Theclopsis Godman & Salvin, 1887
  - Theorema Hewitson, 1865
  - Thepytus Robbins, 2004
  - Thereus Hübner, 1819
  - Theritas Hübner, 1818
  - Thestius Hübner, 1819
  - Timaeta Johnson, Kruse & Kroenlein, 1997
  - Tmolus Hübner, 1819
  - Trichonis Hewitson, 1865
  - Ziegleria Johnson, 1993

- Tribus Catapaecilmatini Eliot, 1973
  - Catapaecilma Butler, 1879
  - Acupicta Eliot, 1973

- Tribus Tomarini Eliot, 1973
  - Tomares Rambur, 1840